# Jokosuka B4Y
Jokosuka B4Y1 byl japonský třímístný jednomotorový palubní bombardovací letoun dvouplošné koncepce. Letoun sloužil v letech 1936–1943 v japonském císařském námořnictvu. Ve službě nahradil bombardér Micubiši B2M. V době svého vyřazení to byl poslední palubní dvouplošník, který japonské námořnictvo provozovalo. Spojenci letounu přidělili označení Jean, zatímco japonské námořnictvo letoun označilo Námořní palubní útočný letoun typ 96 (japonsky: 九六式艦上攻撃機, Kjúroku šiki kandžó kógekiki).

## Vývoj
V roce 1932 japonské námořnictvo vydalo specifikace 7-Ši na stavbu nového palubního bombardéru. Do soutěže se přihlásily továrny Aiči, Micubiši a Nakadžima, které postavily po jednom prototypu. Žádný z nich ale nebyl přijat a v roce 1934 byla vyhlášena nová soutěž (podle specifikací 9-Ši) na výkonnější letoun, který už by nahradil zastaralý bombardér Jokosuka B3Y1. Osloveny byly firmy Micubiši, Nakadžima a Jokosuka. Jako nejlepší byl vyhodnocen prototyp B4Y1 firmy Jokosuka, který navrhl konstruktér Sanae Kawasaki. Nový letoun poprvé vzlétl na konci roku 1935 s kapalinou chlazeným vidlicovým motorem Hiro vz. 91 o výkonu 448 kW. Druhý a třetí prototyp z roku 1936 již měly zabudované hvězdicové devítiválce Nakadžima Hikari 2 o 627 kW chlazené vzduchem. Typ byl považován za dočasné řešení, protože námořnictvo požadovalo torpédový bombardér s daleko vyššími výkony, srovnatelnými s jednoplošnou stíhačkou Micubiši A5M. Letoun byl klasicky uspořádaný dvouplošník s pevným podvozkem a celokovovou konstrukcí místy potaženou plátnem. Měl stejná křídla jako typ Kawaniši E7K. Posádka byla třímístná. Pilot seděl vpředu v otevřené kabině, zatímco navigátor a střelec seděli za ním v kryté kabině.

## Operační služba
Přestože byl B4Y1 především palubní bombardér, byl používán i z pozemních základen 13. a 15. kókútai. Ze svých palub ho provozovaly letadlové lodě Akagi, Hóšó, Kaga, Rjúdžó, Sórjú a Unjó a pozemní jednotky 13. a 15. kókútai. V roce 1940 byl typ u prvoliniových jednotek nahrazen jednoplošným letounem Nakadžima B5N (Kate). Od té doby až do roku 1943 letoun létal už jen z palub menších lodí Hóšó a Unjó.
B4Y1 byl nasazen v čínsko-japonské válce a na počátku druhé světové války. V bitvě u Midway létalo 8 letounů B4Y1 z letadlové lodi Hóšó. Jeden z nich 5. června pořídil známý snímek hořící letadlové lodě Hirjú.

## Výroba
Vzhledem k tomu, že firma Jokosuka neměla vlastní výrobní závody, podělily se o sériovou výrobu B4Y konkurenční dodavatelé. Micubiši Džúkógjó vyrobila 135 kusů, Nakadžima Hikóki 37 kusů a Daidžúiči Kaigun Kókúšó (11. námořní arzenál) v Hiro 28 kusů.

## Specifikace

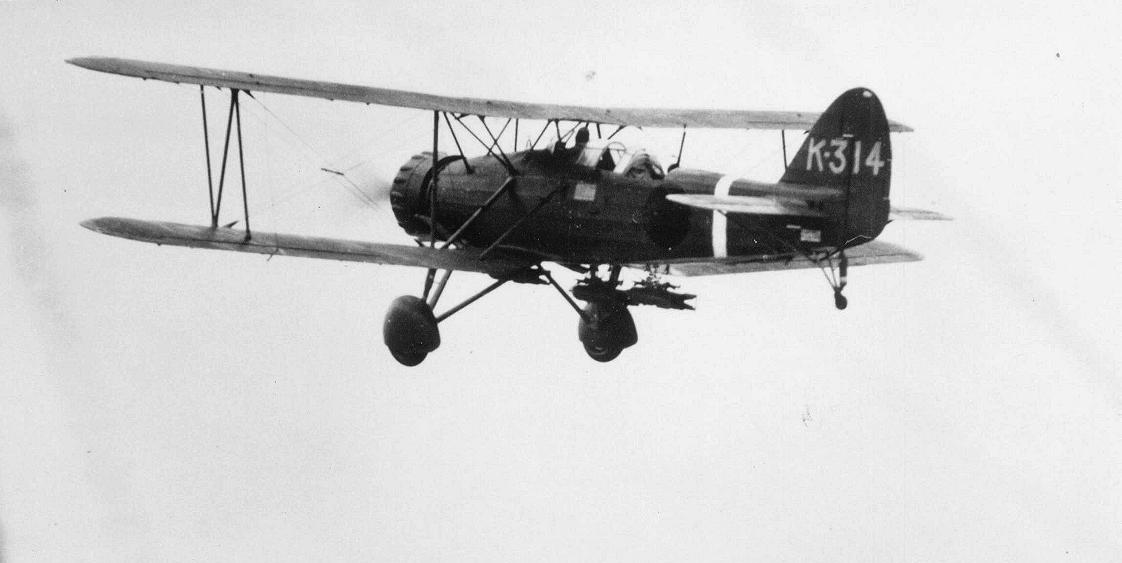
Jokosuka B4Y

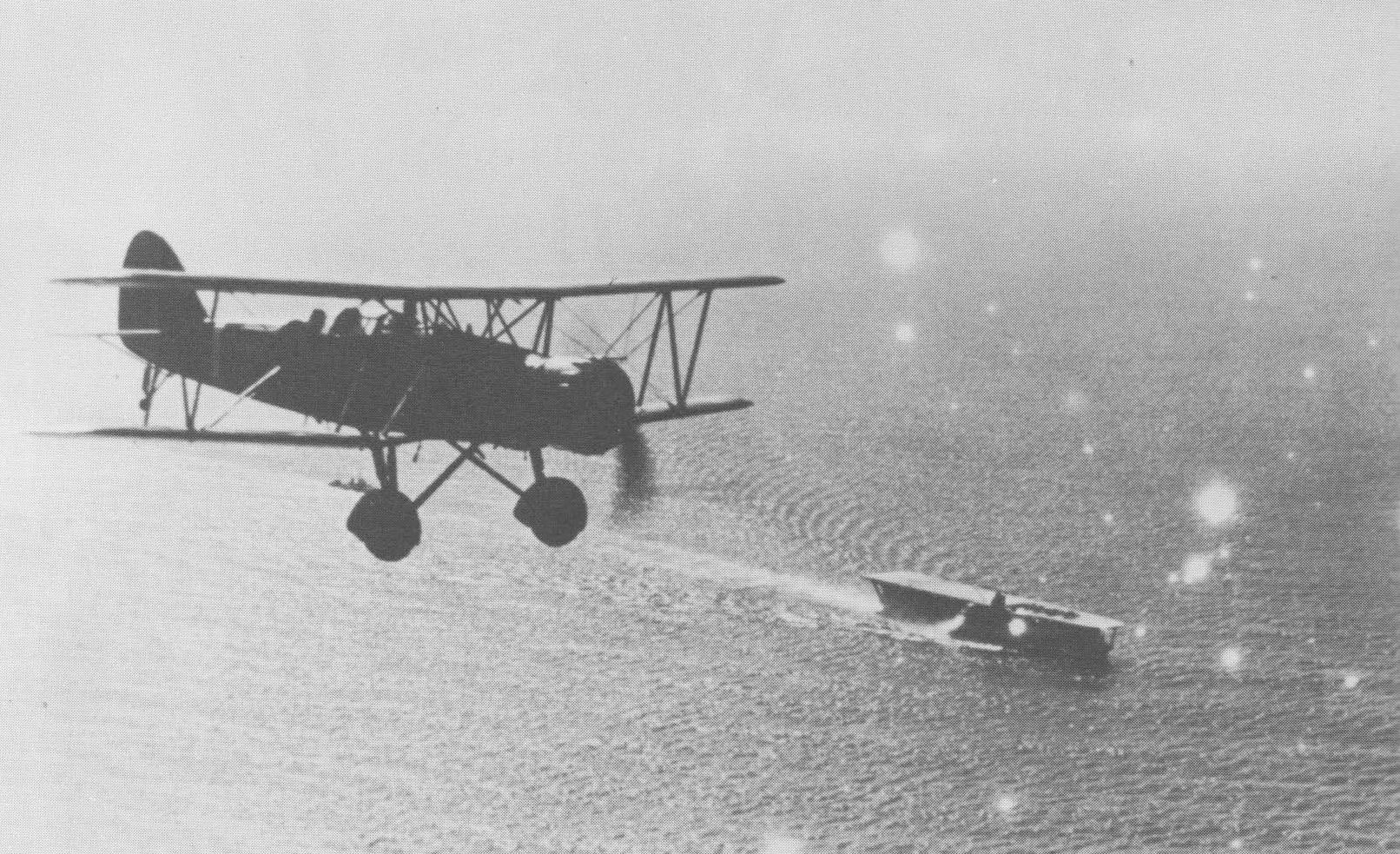
Jokosuka B4Y u letadlové lodi Kaga

### Technické údaje
- Posádka: 3
- Rozpětí: 15,0 m
- Délka: 10,15 m
- Výška: 4,36 m
- Nosná plocha: 50 m²
- Plošné zatížení: 72 kg/m²
- Hmotnost prázdného letounu: 2000 kg
- Max. vzletová hmotnost: 3600 kg
- Pohonná jednotka: 1 × vzduchem chlazený hvězdicový devítiválec Nakadžima Hikari-2
  - Výkon pohonné jednotky: 840 hp (626 kW)

### Výkony
- Nejvyšší rychlost: 278 km/h
- Dostup: 6000 m
- Stoupavost: 3,6 m/s
- Dolet: 1580 km

### Výzbroj
- 1 × 7,7mm pohyblivý kulomet typu 92
- 1 × 800kg torpédo, nebo 500 kg pum